# Riu Motagua
El  riu Motagua  és un important riu del vessant del mar Carib de Centreamèrica que discorre principalment per Guatemala, encara que en el seu tram final conforma la frontera amb Hondures. Té una longitud de 486 km i drena una àmplia conca de 12.670 km², que el converteix en el riu més llarg i amb major conca de Guatemala.
El riu neix a l'altiplà occidental de Guatemala (landmark_region: GT&title=Sources+Riu+Motagua 14° 56′ 56″ N, 91° 00′ 32″ O / 14.949022°N,91.008897°O), on se l'anomena també rio Grande (riu Gran), i avança cap a l'est fins a desembocar al mar del Carib prop de Port Barris (landmark_region: GT&title=Mouth+of+Riu+Motagua 15° 43′ 28″ N, 88° 13′ 18″ O / 15.724534°N,88.221588°O). En els seus últims quilòmetres el riu marca la frontera entre Guatemala i Hondures. La conca del riu Motagua té una superfície de 12.670 km² i és la conca més àmplia a Guatemala.
A la vall del Motagua es troba l'única font de jade de Mesoamèrica i va ser una ruta comercial important durant l'era precolombina. El  poblat maia de Quiriguá se situa a la riba nord del riu i en els seus voltants es troben diferents tallers de jade.
La conca del Motagua també marca la falla de Motagua, la frontera  tectònica entre la placa Nord-americana i la placa del Carib. La falla de Motagua ha produït alguns dels terratrèmols més destructius a Guatemala.